# 東伏見駅

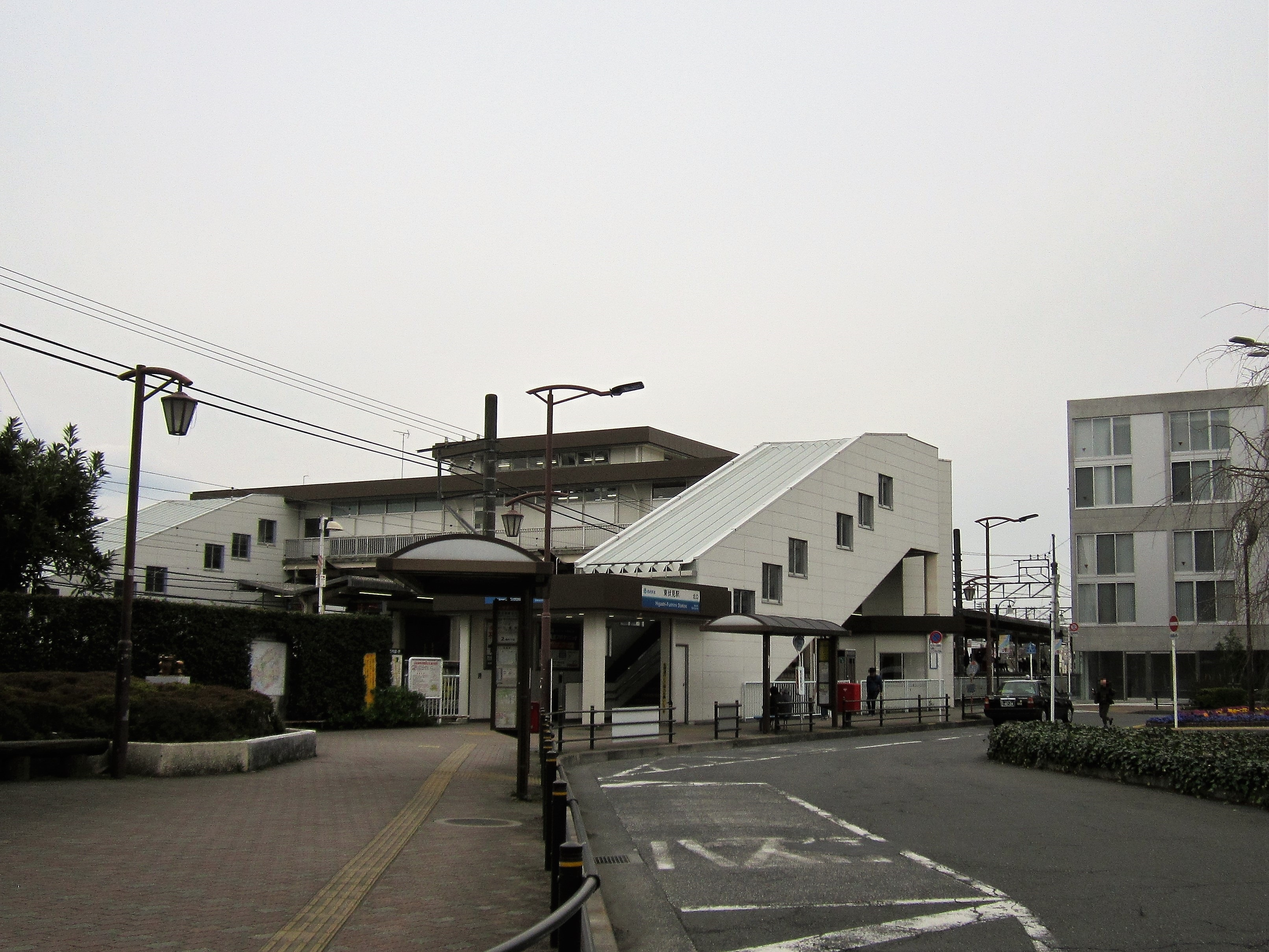
北口（2019年3月）

東伏見駅（ひがしふしみえき）は、東京都西東京市東伏見二丁目にある、西武鉄道新宿線の駅。駅番号はSS15。

## 歴史
西武鉄道の上保谷の開発計画は早稲田大学の誘致運動から始まる。まだ鉄道も開通していない1925年（大正14年）、西武鉄道（旧）は早稲田大学に対して上保谷に所有していた土地約2,500坪の寄付の申し出をし、その土地を大学は総合運動場として各体育部に利用させることに成功した。
さらに1927年（昭和2年）に上保谷（東伏見）駅が開業すると同時に分譲地の販売を開始した。分譲地は1区画100坪から300坪の間で3年 - 10年の月賦払いで販売し、入居してから1年間は鉄道の無料パスを進呈したという。なお、ここは長者園と呼ばれていた。
そして次に行ったのが伏見稲荷神社の勧請である。東伏見稲荷神社には西武鉄道所有の約7,000坪の土地の無償貸与と移転にかかる費用のうち3万円を提供し、御祭神には貴賓車を仕立てた特別列車を運行した。
西隣の西武柳沢駅と比較してみると、1928年（昭和3年）度は18,840人と28,335人で西武柳沢駅の方が多かったが、1929年（昭和4年）度以降は東伏見駅が逆転し、1933年（昭和8年）度には113,860人と22,631人になっている。

### 年表
- 1927年（昭和2年）4月16日 - 上保谷駅として開業。
- 1929年（昭和4年）11月20日 - 東伏見稲荷神社の設立により、東伏見駅に改称。
- 1983年（昭和58年）3月24日 - 島式ホーム2面3線を島式ホーム2面4線に変更。同日、橋上駅舎使用開始[1]。
- 1993年（平成5年）6月11日 - 自動改札機の使用を開始。
- 2003年（平成15年）9月30日 - バリアフリー化完成[2]。
- 2012年（平成24年）6月30日 - ダイヤ改正による見直しで昼間時間帯の準急が急行へ格上げされた事に伴い、優等列車はデータイム通過駅となる。

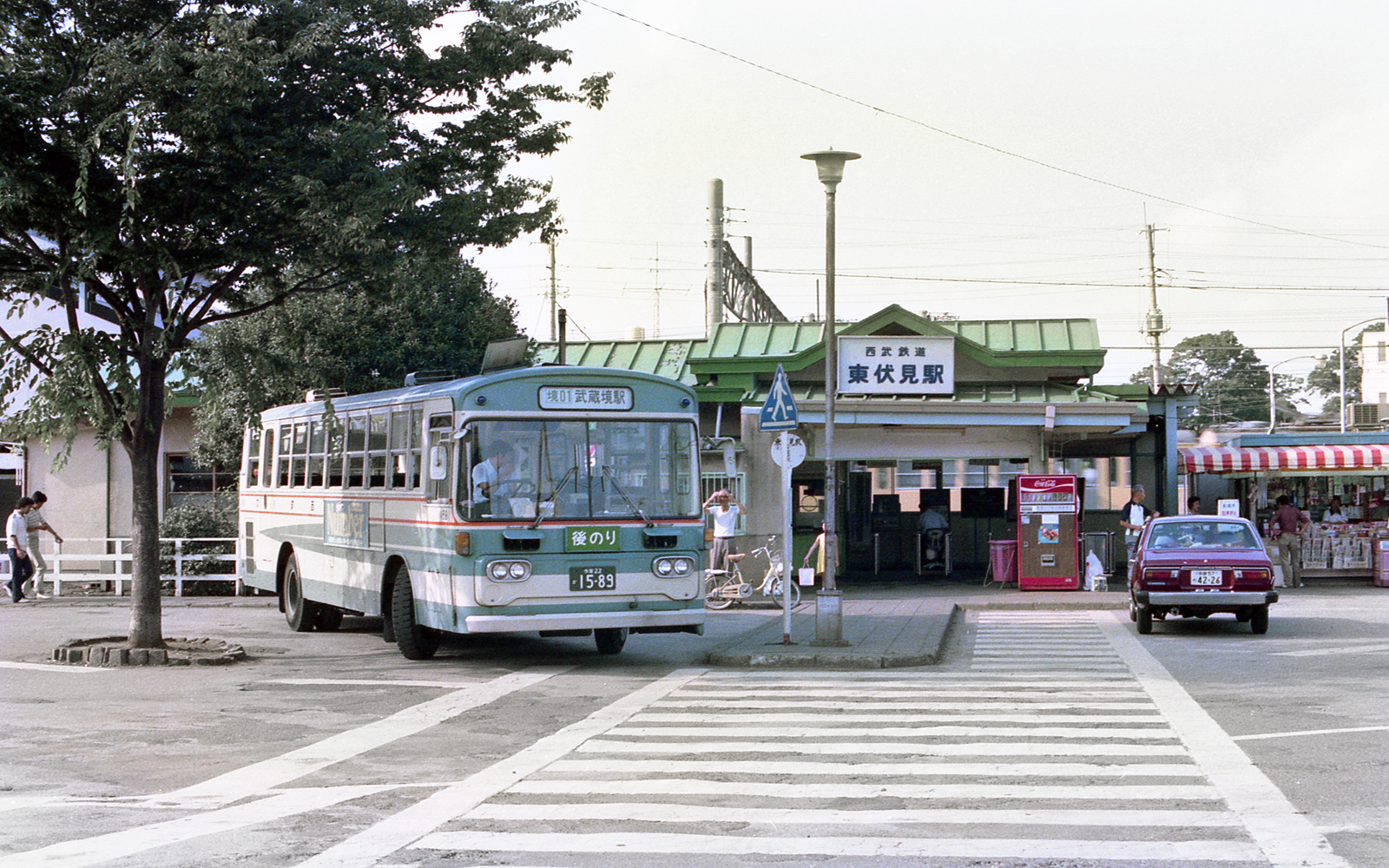
橋上駅舎化以前の駅舎と西武バス（1981年8月）

## 駅構造
島式ホーム2面4線の地上駅で橋上駅舎を有している。外側2線（1番・4番ホーム）が待避線となっている。元々は田無駅と同様に、上下線の間に待避線1線を設けた2面3線の形態であった。待避線では各停・準急・回送が上位優等列車の通過を待避し、緩急接続はしない。
各ホームと改札内コンコース、南口・北口地上部と改札外コンコースをそれぞれ連絡するエスカレーター・エレベーターが設置されている。トイレは改札内コンコース部にあり、多機能トイレを併設する。
構内店舗としてコンコース部にTOMONY、ゆうちょ銀行ATMがあり、南口地上部にはクリーニング店がある。
駅の高架化計画があり、高架化後も島式ホーム2面4線となる予定。

### のりば
| ホーム | 路線   | 方向 | 行先                   |
| ------ | ------ | ---- | ---------------------- |
| 1・2   | 新宿線 | 下り | 所沢・本川越・拝島方面 |
| 3・4   | 新宿線 | 上り | 高田馬場・西武新宿方面 |

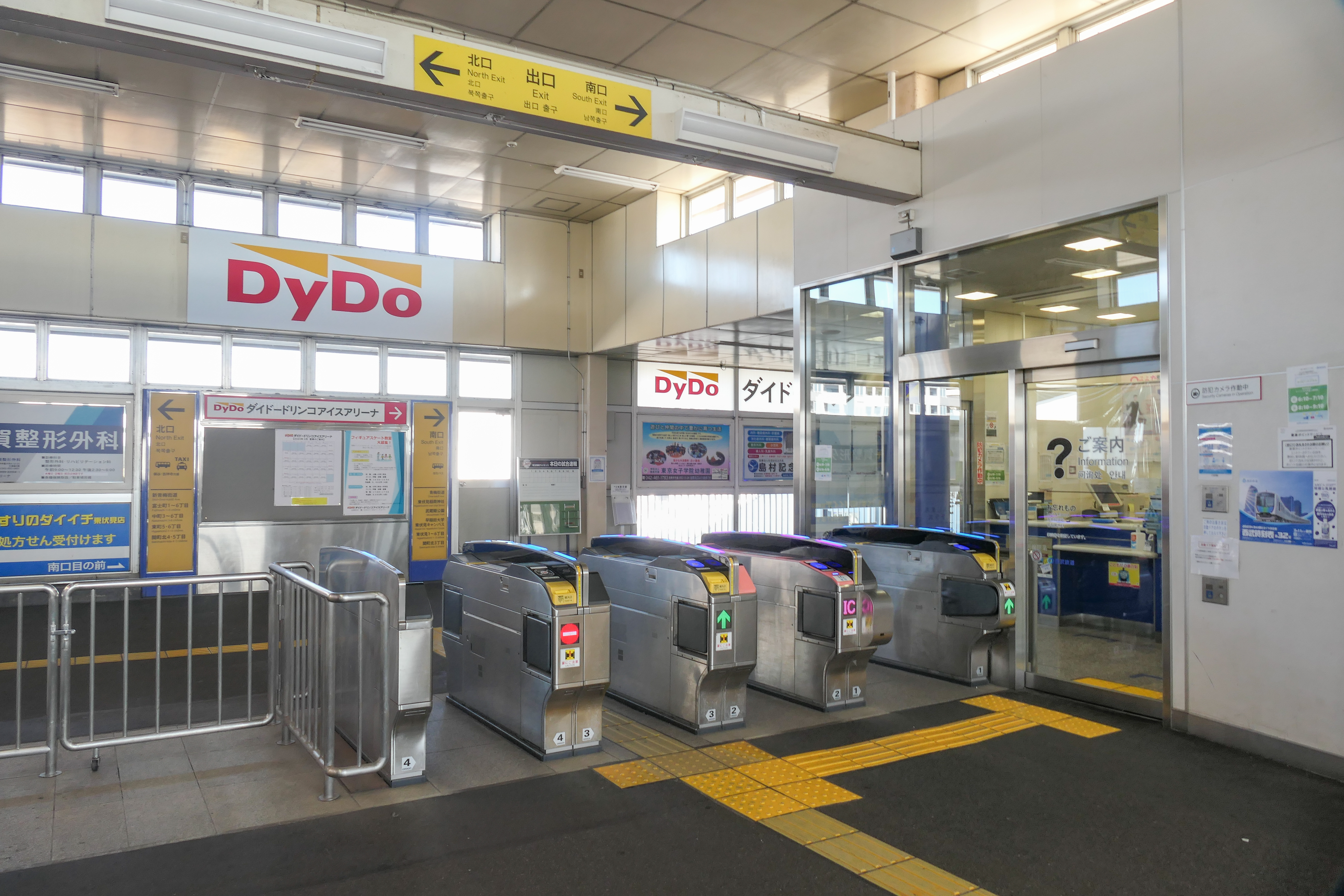
改札口（2023年3月）
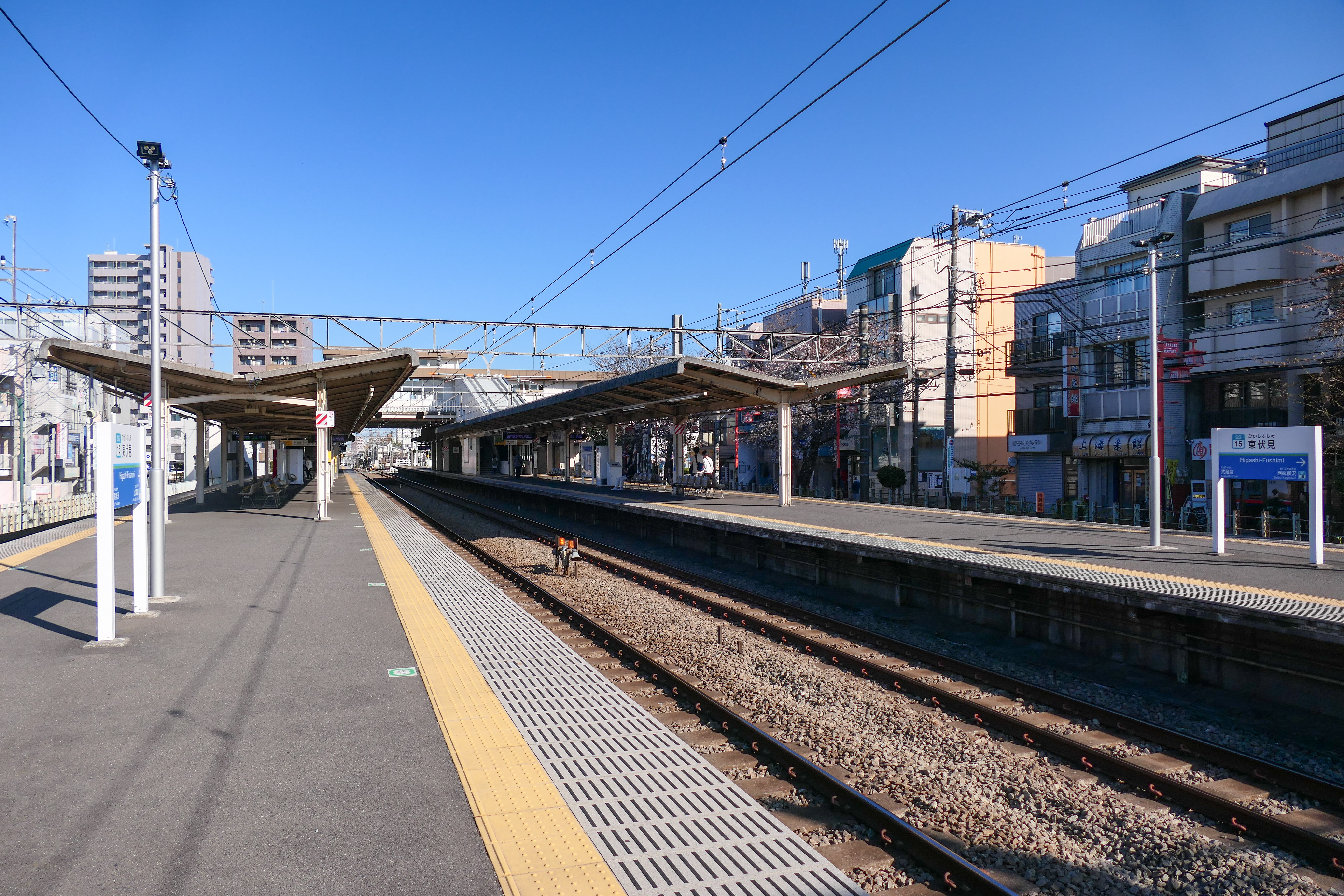
ホーム（2023年3月）

## 利用状況
2024年度の1日平均乗降人員は21,835人であり、西武鉄道全92駅中47位。練馬区と西東京市の市区境付近に立地するために、練馬区側からの利用もある。
近年の1日平均乗降・乗車人員の推移は下表の通りである。
| 年度               | 1日平均 乗降人員 | 1日平均 乗車人員 | 出典     |
| ------------------ | ---------------- | ---------------- | -------- |
| 1990年（平成02年） |                  | 10,603           | [ * 1 ]  |
| 1991年（平成03年） |                  | 10,787           | [ * 2 ]  |
| 1992年（平成04年） |                  | 10,786           | [ * 3 ]  |
| 1993年（平成05年） |                  | 10,770           | [ * 4 ]  |
| 1994年（平成06年） |                  | 10,699           | [ * 5 ]  |
| 1995年（平成07年） |                  | 10,689           | [ * 6 ]  |
| 1996年（平成08年） |                  | 10,586           | [ * 7 ]  |
| 1997年（平成09年） | 20,987           | 10,468           | [ * 8 ]  |
| 1998年（平成10年） | 21,237           | 10,523           | [ * 9 ]  |
| 1999年（平成11年） | 21,358           | 10,582           | [ * 10 ] |
| 2000年（平成12年） | 21,514           | 10,622           | [ * 11 ] |
| 2001年（平成13年） | 21,688           | 10,718           | [ * 12 ] |
| 2002年（平成14年） | 21,633           | 10,681           | [ * 13 ] |
| 2003年（平成15年） | 22,285           | 11,030           | [ * 14 ] |
| 2004年（平成16年） | 23,270           | 11,570           | [ * 15 ] |
| 2005年（平成17年） | 23,659           | 11,816           | [ * 16 ] |
| 2006年（平成18年） | 24,195           | 12,101           | [ * 17 ] |
| 2007年（平成19年） | 25,041           | 12,538           | [ * 18 ] |
| 2008年（平成20年） | 25,387           | 12,715           | [ * 19 ] |
| 2009年（平成21年） | 25,063           | 12,565           | [ * 20 ] |
| 2010年（平成22年） | 24,286           | 12,177           | [ * 21 ] |
| 2011年（平成23年） | 23,941           | 11,965           | [ * 22 ] |
| 2012年（平成24年） | 24,063           | 12,037           | [ * 23 ] |
| 2013年（平成25年） | 24,145           | 12,109           | [ * 24 ] |
| 2014年（平成26年） | 23,904           | 11,982           | [ * 25 ] |
| 2015年（平成27年） | 24,597           | 12,344           | [ * 26 ] |
| 2016年（平成28年） | 24,705           | 12,397           | [ * 27 ] |
| 2017年（平成29年） | 25,156           | 12,616           | [ * 28 ] |
| 2018年（平成30年） | 25,240           | 12,652           | [ * 29 ] |
| 2019年（令和元年） | 24,951           | 12,519           | [ * 30 ] |
| 2020年（令和02年） | 17,179           |                  |          |
| 2021年（令和03年） | 18,710           |                  |          |
| 2022年（令和04年） | 20,488           |                  |          |
| 2023年（令和05年） | 21,285           |                  |          |
| 2024年（令和06年） | 21,835           |                  |          |

## 駅周辺
駅周辺はおおむね閑静な住宅街である。大規模なマンションは立地していないが、2000年代以降はITなどのインフラを整備した学生向けアパートの建設も進んでいる。また、かつてのSEIBUプリンス ラビッツの本拠地として、地元商店街はのぼりなどで応援している。

### 北口
- 西東京市東伏見ふれあいプラザ
- 保谷富士町郵便局
- 新青梅街道（東京都道245号杉並田無線）
- 富士街道（東京都道8号千代田練馬田無線）
- きらぼし銀行 東伏見・保谷支店
- 東京三協信用金庫 東伏見支店

### 南口
- 東伏見稲荷神社 - 京都府の伏見稲荷大社の分祀。
- ダイドードリンコアイスアリーナ（東伏見アイスアリーナ）
- 武蔵関公園
- 都立東伏見公園
- 下野谷遺跡公園
- 石神井川
- 早稲田大学 東伏見キャンパス・東伏見グラウンド・東伏見スポーツホール
- NTT武蔵野研究開発センタ（通称：電気通信研究所）・NTT技術史料館
- 青梅街道（東京都道4号東京所沢線・東京都道5号新宿青梅線）
- 田無警察署 東伏見交番
- 保谷東伏見郵便局
- オーケー 東伏見店（2024年3月13日オープン、西武柳沢駅のほうがやや近い）

### バス路線
西武バス（上石神井営業所、滝山営業所）と関東バス（武蔵野営業所）により運行される以下の路線が発着する。

かつては南口に武蔵境駅行きのバス（境01：西武バス）が朝夕に数本発着するのみだった。

#### 北口
1番のりば
- 吉66：武蔵関駅入口経由 吉祥寺駅行き ※ 西武バス
- 保02：西武車庫行き ※ 西武バス
- 吉66・保02：保谷駅南口行き ※ 西武バス
- 西東京市はなバス第2ルート：保谷庁舎行き / 保谷庁舎経由 ひばりが丘駅行き ※西武バスが受託運行

2番のりば
- 鷹15：武蔵野営業所経由 三鷹駅行き（休日運休） ※ 関東バス

#### 南口
- 西東京市はなバス第3ルート：田無駅行き ※ 西武バスが受託運行

## 隣の駅
西武鉄道
 新宿線
■拝島ライナー・■快速急行・■通勤急行・■急行
通過
■準急・■各駅停車
武蔵関駅 (SS14) - 東伏見駅 (SS15) - 西武柳沢駅 (SS16)